# ときわまちかどクリニック
ときわまちかどクリニック（ときわまちかどくりにっく）は三重県伊勢市にある、みえ医療福祉生活協同組合設置の診療所である。通常の外来診療に加えて、訪問診療・往診も行っている。2025年5月1日に旧・伊勢民主診療所が伊勢市常磐2丁目へ建替え移転を行い、その移転リニューアルと併せて「ときわまちかどクリニック」に医療機関名称を変更した。
　

## 沿革
以下の年表においては、かつて伊勢民主診療所を中核として事業を運営した、旧・伊勢度会医療生活協同組合（現・みえ医療福祉生活協同組合伊勢地域）に関連する各事業所の開設についても併せて述べる。
- 1974年（昭和49年）7月 - 七夕台風が伊勢地方を襲い、各地で被害が発生したことをきっかけに全日本民医連と日本生協連医療部会が救援活動を実施。伊勢市岡本2丁目に災害救急診療所を設置。
- 1975年（昭和50年）3月23日 - 初代理事長を山際源一郎（日本赤十字社山田赤十字病院（現在の伊勢赤十字病院）第5代院長）とし[2]、伊勢度会医療生活協同組合創立総会を開催。当時の組合員は306名で、出資金1,123,000円から事業を開始した。
- 1976年（昭和51年）4月11日 - 伊勢民主診療所開所
- 1982年（昭和57年） - 伊勢民主診療所の第1回増築工事（玄関拡張工事）を実施。
- 1988年（昭和63年） - 伊勢民主診療所の第2回増築工事（隣地購入後拡張工事）を実施。
- 1995年（平成7年） - 阪神・淡路大震災救援活動に職員を派遣。
- 1998年（平成10年）4月5日 - 訪問看護ステーションまごのてを開設。
- 2000年（平成12年）4月1日 - 居宅介護支援事業所ほのぼの、訪問介護ちからもちを開設。
- 2003年（平成15年）10月1日 - 在宅総合センター宮川さくら苑を開設。
- 2003年（平成15年）10月29日 - 日本における消費生活協同組合の発展に多大の貢献をした実績から厚生労働大臣表彰を受ける。
- 2010年（平成22年）11月1日 - 認知症対応型デイサービス宮川さくら苑こもれびを開設。
- 2011年（平成23年）4月1日 - 三重県内の5つの医療生協（津医療生活協同組合・桑名医療生活協同組合・むろ医療生活協同組合・四日市医療生活協同組合・伊勢度会医療生活協同組合）が合併し、みえ医療福祉生活協同組合が誕生した[3]。
- 2011年（平成23年）5月26日～5月29日 - 東日本大震災支援活動に看護師1名が参加。
- 2014年（平成26年）3月1日 - サービス付き高齢者向け住宅そよかぜを開設。
- 2018年（平成30年）3月23日 - 伊勢市との間で「地域における見守り活動に関する協定」を締結[4]。
- 2019年（令和元年）6月1日 - 訪問介護さくらもちを開設。
- 2023年（令和5年）5月10日 - 「レクリエーション創造技術認定資格制度（HeART）」を開始[5]。
- 2023年（令和5年）9月3日 - 伊勢民主診療所建替え移転説明会を開催。診療所の移転先を伊勢市常磐2丁目の銭湯施設であった旧「常磐湯」跡地と発表するとともに、移転後の診療所名称変更に関する検討も行うことを発表[6]。
- 2024年（令和6年）1月31日 - 「おせっかいなほど、親切でありたい。」をテーマとする経営方針を発表。従来の伊勢民主診療所の愛称「民診（みんしん）」をもとに「minshin.（みんな、親切。）」をブランドロゴとして統一[7]。事務長西村祐のもとで、マーケティング戦略活動への注力を開始した[8][9][10]。
- 2024年（令和6年）5月1日 - 伊勢民主診療所内の用途不明空間を謎解きに演出した「謎の空間を解明せよ！」イベントを開催[11]。
- 2024年（令和6年）6月30日 - みえ医療福祉生活協同組合の第14回通常総代会において、伊勢民主診療所の建替え移転と移転後の名称変更が承認される[12]。
- 2025年（令和7年）5月1日 - ときわまちかどクリニックとしてリニューアルオープンを行う。

## 診療科等
- 診療部門
  - 内科
    - 消化器内科
    - 肝臓内科

## 保険事項
- 保険医療機関
- 労災保険指定医療機関(労働者災害補償保険法施行規則第11条第1項)
- 生活保護法指定医療機関(生活保護法第49条)
- 結核指定医療機関(結核予防法第36条第1項)
- 原爆被爆者医療指定医療機関(原子爆弾被爆者に対する援護に関する法律第12条)

## 交通アクセス
- クリニック正面入口北側に専用無料駐車場スペース（15台）、クリニック南側に専用無料駐車場スペース（9台、うち1台は発熱外来用）有
- 三重交通バス「南宮町」下車、徒歩2分